# Third (album)
Third er en dobbelt-LP fra 1970 med den engelske gruppe Soft Machine, hvor hver af de fire sider består af én lang komposition. Musikken er en udforskning af den type fusionsjazz, som bl.a. figurerede på Miles Davis-albummet Bitches Brew, der udkom samme år. Mange betragter Third som en de mest banebrydende optagelser fra den såkaldte Canterbury-scene med et utroligt samspil mellem gruppens medlemmer, anført af tangentspilleren Mike Ratledge, træblæseren Elton Dean og bassisten Hugh Hopper.